# Катангский лев
Катангский лев, ангольский лев или юго-западный африканский лев (лат. Panthera leo bleyenberghi), — подвид льва, обитающий на юго-западе Африки: в Намибии, Анголе, ДР Конго, западной Замбии, западном Зимбабве и северной Бостване.

## Описание
Средний размер самцов в Зимбабве составляет 2,75 м Однако ФК Селус застрелил крупного самца в Хартли-Хиллз, Зимбабве, длина которого составляла 302 см, а высота в плечах — 112 см. Зафиксирован средний вес 202 кг (n = 18) для самцов львов в Зимбабве и среди 18 образцов самым тяжелым в Зимбабве был лев, достигавший 242 кг. Недавно был обнаружен прайд львов под названием «Царо», который обитает в дельте Окаванго в Ботсване. Судя по размеру тела, два местных самца весили от 250 кг, а самки — до 171 кг. Аналогично к среднему весу взрослых львов-самцов, населяющих Восточную Африку. Другой самец, зарегистрированный в Ботсване, весил 284 кг. Недавнее исследование, проведенное в национальном парке Этоша в Намибии, показало, что максимальная длина самцов составляет 303 см, измеренная по прямой линии от носа до кончика хвоста. Самым длинным львом был самец с чёрной гривой, пойманный Г.Гладни близ Муксо (на юге Анголы) в октябре 1973 г. весом 335 кг. Это скорее недостоверные данные. Самым тяжелым известным львом был убитый в Ботсване каннибал весом 385 кг. Скорее всего это тоже недостоверные данные.

## Рацион
Как и другие подвиды, катангский лев питается в основном крупными животными: зебрами, антилопами и кабанами.

## Охранный статус
Этот подвид львом менее всего находится под угрозой вымирания.

## История открытия
Катангский лев был впервые описан шведским зоологом Э. Лённбергом на основании образцов из музея в Тервюрене. Научное название этот подвид льва получил по образцу самца, которого убил лейтенант Ван Блейнберг в провинции Катанга. При описании этого подвида льва первооткрыватель обратил внимание, что львы из Катанги имелии относительно маленькие головы и слабо развитые гривы — это напоминало сомалийских львов, но краниологические и дентологические измерения покозали обратное: голова катангского льва была немного короче и значительно шире, а череп меньше. Экземпляр, которого описал Лённберг был бледно желтовото-серым, песочного цвета. У волосков на боках и спине имелись короткие черные кончики. Грива у самца была не сильно развита: простиралась от ушей лишь на шею и с коротким черноватым гребнем за ушами. Последний был с охристыми волосками по бокам. В локтях и на груди напротив имеются пучки тёмной шерсти. Кисточка на хвосте короткая и чёрная.

## Питание
Катангские львы питаются в основном крупными животными, такими как зебры, антилопы гну, бородавочники. Также питаются падалью, нередко отбирают добычу у других хищников. В национальном парке Чобе были замечены случаи нападения катангских львов на слонов. Катенгские львы пьют после каждого приёма в пищу, особенно в жаркую погоду.